# W73
O W73 foi uma bomba nuclear dos Estados Unidos criada para ser usada no AGM-53 Condor, míssil superfície para o ar.
o W73 foi cancelado em 1970 em favor de uma ogiva puramente convencional para o Condor. Nenhuma ogiva foi produzida.
O Condor foi aprovado para a produção em 1975 mas foi cancelado no início de 1976.
Especificações para a W73 são publicamente documentadas de maneira pobre. O míssil Condor tinha uma ogiva convencional de 17 polegas de diâmetro e 268 quilogramas como ogiva alternativa a W73.
A W73 foi reportada para ter um desenho derivado da B61.